# Una cita amb la mort alegre
Una cita amb la mort alegre (títol original en francès: Au rendez-vous de la mort joyeuse) és una pel·lícula de Juan Luis Buñuel dirigida el 1972. Ha estat doblada al català.

## Argument
Una parella compra un casalot. Tenen lloc estranys esdeveniments, implicant el fill de la parella, però sobretot la filla gran. Davant el potencial telegènic de la situació, un equip de televisió arriba per passar una nit al casal…

## Repartiment
- Françoise Fabian: Françoise
- Jean-Marc Bory: Marc
- Jean-Pierre Darras: Peron
- Renato Salvatori: Henri
- Claude Dauphin: pare d'Aval
- Gérard Depardieu: Beretti
- André Weber: Kléber
- Yasmine Dahm: Sophie
- Michel Creton: Leroy, el cameraman
- Sébastien Stark: Dominique (no surt als crèdits)

## Al voltant de la pel·lícula
La pel·lícula va ser rodada al Castell del Petit Chevincourt, en el curs de rehabilitació des de 2012, situat a Saint-Rémy-lès-Chevreuse.
El títol de la pel·lícula és bastant estrany, i el títol americà (Expulsion of the Devil) encara més: cap qüestió d'exorcisme (o d'expulsió) ni de dimonis, no té lloc a la pel·lícula.